# Schulerlebnispädagogik
Die Schulerlebnispädagogik (auch Schul-Erlebnis-Pädagogik; Abkürzung SEP) stellt den schulischen Bereich der Erlebnispädagogik dar. Sie verfolgt das Ziel, entsprechende Umsetzungsformen der Erlebnispädagogik für die Schule zu entwickeln. Grundlegende Ziele sind die Bildung und Stärkung der Selbst- und Partner-Kompetenz, die reflektierte Übernahme von Verantwortung im sozialen Bereich, die Entwicklung von Risikokompetenz und Wagnisfähigkeit, die Schaffung einer Klassengemeinschaft sowie der Erwerb von methodischen Kompetenzen zu diesen Zielsetzungen.

## Ausgangssituation
Die schulischen Intentionen ergeben sich aus einer institutionsgerechten Übertragung der allgemeinen Zielsetzungen der Erlebnispädagogik:
Ausgangsgedanke war die Reformierung des zu stark kopfbetonten, sitzgefesselten, reproduktiv orientierten Schulunterrichts mit zunehmendem Schulverdruss, Schulmüdigkeit und wachsender Schulverweigerung als Folge.
Eine Befragung von mehr als 3600 Kindern und Jugendlichen durch den Wagnisforscher Siegbert Warwitz erbrachte, dass 99 % der Schüler mehr Spannung und Abenteuer in der Schule erwarten, dass fast alles, was diese ermögliche, wegen Sicherheitsvorschriften verboten sei. Es herrsche ein TÜV-geprüfter, Risiko vermeidender Unterricht vor. Entsprechend bewerten 82 % der 10- bis 18-Jährigen ihren Schulunterricht als langweilig. Selbst der Sportunterricht erhält noch mit 58 % der Antworten dieses vernichtende Urteil.
Bei der Schulerlebnispädagogik geht es entsprechend um die Wiedergewinnung der Komplexität des Lernens, wie sie bereits Johann Heinrich Pestalozzi mit seinem dreidimensionalen Ansatz des Lernens mit „Kopf, Herz und Hand“ postuliert und realisiert hatte und einer entsprechenden Rhythmisierung des Unterrichtstages. Hierbei erweisen sich andere Länder bereits als fortschrittlicher.
Schulerlebnispädagogik setzt entsprechend bei ihren Erneuerungsbestrebungen, auch im gesamtgesellschaftlichen Interesse, dabei an, neue Sinnorientierungen  für die Lernenden in das Bildungsgeschehen einzubringen, insbesondere den Erlebnischarakter des Lernens durch die „kreativen Momente der Selbsttätigkeit und des Wagens“ stärker in den Vordergrund zu rücken.
Die Umsetzung von Erneuerungen lässt sich zum Beispiel durch eine sinnvolle Einteilung des Tagesablaufs in Phasen des Lernens, des Entspannens und der Integration des Spielens bewerkstelligen.

## Abgrenzung zur Erlebnispädagogik

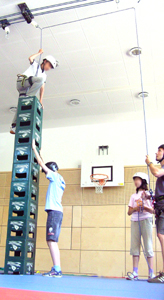
Teamtraining in der Turnhalle einer Schule

Die Erlebnispädagogin Annette Reiners grenzt Schul-Erlebnis-Pädagogik von anderen Angeboten ab: „Erlebnispädagogik ist nicht Schulung in speziellen Sportarten, wie sie von kommerziellen Sportorganisationen angeboten werden. Sie ist nicht gleichzusetzen mit Extremsportarten, Sportunterricht und Fitnesstraining, paramilitärischen Aktivitäten oder Überlebenstraining.“ Abenteuer und risikohaltige Unternehmungen finden nicht ohne pädagogische (Vor-/Während-/Nach)betreuung statt, sondern ausschließlich im Rahmen einer kompetent betriebenen Wagniserziehung.
Die Ziele liegen in der Erziehung und der Sozial-, Sach- und Selbstbildung: Der „Erwerb individueller Regulationsfähigkeit, die das Vermögen des Individuums einschließt, aktiv seine eigene Biografie und sein Verhältnis zur Umwelt unter den Bedingungen erhöhter Ungewissheit und Unsicherheit zu gestalten, … [der] Beitrag des Bildungswesens zur Entwicklung der Humanressourcen in einer sich wandelnden globalisierten Gesellschaft sowie die Förderung von gesellschaftlicher Teilhabe und Chancengleichheit“ (Autorenteam Bildungsberichterstattung 2008). Bildung, Lernen und Erziehung sind wesentliche Begriffe der Schul-Erlebnis-Pädagogik. Daraus resultierend kommt ihr eine hilfreiche Rolle im Erziehungs- und Bildungsprozess zu, die von Hartmut von Hentig folgendermaßen zusammengefasst wird: „Die Antwort auf unsere behauptete oder tatsächliche Orientierungslosigkeit ist Bildung – nicht Wissenschaft, nicht Information, nicht die Kommunikationsgesellschaft, nicht moralische Aufrüstung, nicht der Ordnungsstaat“ (Hartmut von Hentig).

## Definition, Merkmale und Kritik
- Ganzheitliches Lernen: Die Schul-Erlebnis-Pädagogik will nicht bei den Defiziten ansetzen, sondern bei den Fähigkeiten der Heranwachsenden. Die den Lernenden gestellte Aufgabe oder gesetzte Situation macht ein Handeln notwendig. Es werden alle Sinne angesprochen, im Gegensatz zu theoretischen Lernsituationen. Somit sind nicht nur kognitive, sondern auch emotionale und aktionale Lernebenen (Annette Reiners) berücksichtigt. Es wird davon ausgegangen, „dass das Ganze mehr als die Summe seiner Teile ist, dass es also Phänomene gibt, die nicht als Folge eines Teilbereichs erklärbar sind“.[14]
- Lerntransfer und Reflexion: „Der Reflexion kommt eine zentrale Bedeutung zu. Ohne diese scheint der Transfer der gemachten Erlebnisse und Erfahrungen in den Alltag nur begrenzt möglich“ (König/König).
- Natur und Ökologie: „Da die in der Erlebnispädagogik bereitgestellten Räume außerdem dem Abenteuerdrang des Menschen entsprechen, besitzen sie gleichzeitig Aufforderungscharakter, der verbunden mit Überraschungselementen, Erfolgserlebnissen etc. zur Eigeninitiative und Eigenaktivitäten motiviert“ (Annette Reiners).
- Authentizität: „Die Situationen müssen ernsthaft, direkt, konkret und authentisch, das heißt „nicht aufgesetzt“ sein; die an die Gruppe übertragene Verantwortung muss real und nicht spielerisch sein“ (Annette Reiners).
- Herausforderungscharakter: Die Schul-Erlebnis-Pädagogik bietet einen Erfahrungsraum, in dem zum Experimentieren und Lernen aufgefordert wird. Damit wird ein großes Lernpotenzial für den einzelnen Schüler angeboten. „Persönliche Eigenschaften des Einzelnen treten in der Herausforderung, in Situationen des Nicht-Ausweichen-Könnens, im Erlebnis gegenseitiger Abhängigkeit stärker hervor als sonst“ (König/König).
- Gruppenorientierung: Die gesamte Gruppe stellt ein Lernfeld dar, in dem Kooperations-, Team-, Kommunikations- und Konfliktlösungsfähigkeiten geprobt, angewendet und gelernt werden können. Ein wesentlicher Akzent der SEP liegt auf dem Erlernen sozialer Kompetenzen.
- Prinzip der Freiwilligkeit: „Selbstverantwortung und Selbstbestimmung sollten jederzeit gegeben sein. Der Einzelne entscheidet selbst, ob er die Herausforderung annehmen möchte“ (König/König).

### E-Kette
Vom Ereignis über das Erlebnis zu Erfahrung und Erkenntnis: Mit Hilfe der E-Kette wird der Prozess des erlebnispädagogischen Lernens beschrieben. Sie besagt, dass aus einem Ereignis mit Hilfe einer Emotion ein Erlebnis werden kann. Das Ereignis sollte einen Charakter haben, der sich aus den sonstigen Alltagsereignissen der Schüler durch Naturerlebnis und Natursport, durch die Gruppe, durch besondere Herausforderungen heraushebt. Mit dem Erlebnis ist ein Vorgang verbunden, der auf die beteiligte Person wirkt und so werden Ereignisse individuell bearbeitet und verarbeitet. In diesem Zusammenhang kann Erfahrung entwickelt werden. Reflexion und Unterstützung, adäquat angeleitet von außen, können zu einem sich fortsetzenden Lernprozess führen, der eine wirksame Erkenntnis nach sich zieht und damit individuelle Entwicklung ermöglicht „Wissen wird aus den Erfahrungen aufgebaut (Konstruktion) und kann durch pädagogische Experten bereichert werden (Instruktion)“ (Michl).

### Lernzonenmodell
In dem Lernzonenmodell wird der Prozess des Lernens durch den Wechsel unterschiedlicher Zonen verdeutlicht. Die innere, sogenannte Komfortzone ist gekennzeichnet von Alltäglichem, das ohne herausragende Herausforderungen abläuft: „Sicherheit, Geborgenheit, Ordnung, Bequemlichkeit, Entspannung, Genuss“ (Michl 2009).
Die Lernzone, die auch „Wachstumszone“ (Michl) genannt wird, stellt eine besondere Herausforderung, die das Bestehende erweitern kann, in Frage stellt oder modifiziert. Lernen finde statt, wenn die Lernenden entsprechend begleitet und unterstützt werden. Motivation und angemessene Aufgabenstellung wirken dabei lernförderlich: „Abenteuer, Unbekanntes, Unsicherheit, Problem, Herausforderung, Unerwartetes, Risiko, Unplanbares“ (Michl).
In der äußeren, sogenannten Panikzone setzt eine Blockade ein: „Notfall, Verletzung, objektive Gefahr, Unfall“ (Michl). Verunsicherungen und Panik können entstehen, verhindern Lernen und können auch das Gegenteil bewirken. „In diesem Bereich können wir nicht lernen, sondern bleiben immer nur frustriert. Alles, was darin liegt, ist unserer Persönlichkeit zu fern und zu fremd und nicht zu bewältigen“ (Senninger).

### Erlebnispädagogische Waage
Das Bild einer Waage verdeutlicht das Verhältnis zwischen Reflexion und Transfer, Ereignis und Erlebnis (siehe Heckmair / Michl). Auf der einen Seite dieser Waage befinden sich die Ereignisse, die von den Schul-Erlebnis-Pädagogen angeboten werden. In der gegenüberliegenden Waagschale befinden sich Reflexion, Transfer und Erfahrung. Die Persönlichkeit des Einzelnen stellt das Standbein der Waage dar. Die Ereignisse werden vom Individuum zu einem Erlebnis verarbeitet (vgl. die vorher beschriebene E-Kette). Für den Schüler kann das Ereignis zu einem inneren Erlebnis werden und er kann damit den Gehalt des Ereignisses zu einer wertvollen eigenen Erfahrung gestalten. Wenn lediglich Ereignisse unreflektiert angeboten und umgesetzt werden, so neigt sich die Waagschale zur Freizeitpädagogik. Wenn hauptsächlich auf die Auswertung von Erlebnissen Wert gelegt wird, neigt sich die Waagschale in den Bereich der psychologischen Arbeit zur Selbsterfahrung. Aufgabe ist es, aus dem Erleben eine Lernsituation zu gestalten und die Balance zwischen den Waagschalen herzustellen. „Wie kann ich eine Unternehmung, ein Programm gestalten, wie müssen das Verhalten und die Haltung der Leitung sein, damit für die Teilnehmer ein Erlebnis zur Erfahrung wird und dann im Alltag auch nachhaltig wirken kann?“ (Kreszmeier/Pfirter).

### Lerntransfermodell
Die verschiedenen Modelle beziehen sich auf unterschiedliche Formen der Reflexion und damit der Verarbeitung des Erlebten. Sie sind je nach Ereignis und Setting einsetzbar und finden damit ihren Wert in der adäquaten Anwendung.
Bei dem Modell „The mountains speak for themselves“ findet sich die Überzeugung, dass die Übertragung des Erlebten in Erfahrung und Gelerntes weitgehend automatisch erfolgt. Die Natur, wie beispielsweise die Berge, gelten als die stillen Meister. Es bleibt den Teilnehmenden überlassen, wie und ob sie ihre Erfahrungen reflektieren und verarbeiten. Die Aufgabe der Gruppenleitung liegt darin, entsprechende Situationen zu schaffen und damit nachhaltige Erlebnisse zu ermöglichen. Schwerpunktmäßig sollte nicht Beratung und Moderation bei der Auswertung angeboten werden.
Bei dem Modell Outward Bound Plus findet nach der erlebten Aktivität eine angeleitete Reflexion statt. Es gilt, die Reflexionsfähigkeit zu schulen und zu fördern und somit eine Einsicht in das eigene Handeln zu bewirken. Der Transfer vom Erlebnis zum Alltag soll anschließend geleistet werden. Auf die Aktion folgt die gedankliche Aufarbeitung. Die Aufgabe der Teamleitung wird darin gesehen, die Reflexion anzuregen und zu unterstützen. In diesem Modell geht es um die Förderung von Lernen im Anschluss an eine erworbene Erfahrung. Lernen findet schwerpunktmäßig in der Reflexionsphase statt, – nicht mehr, wie bislang, in der Aktionsphase. Kritisch daran wird gesehen, dass es möglich ist, dass sich Erfahrungen durch die anschließende Reflexion verändern und damit ein wesentliches Potenzial verloren geht, das in der direkten Erfahrung und individuellen Verarbeitung liegt.
Bei dem metaphorischen Modell findet sich der Akzent auf der erlebnisreich gestalteten Aktion. Diese wird nicht nur angeboten, sondern unter dem Blickwinkel der Isomorphie (Strukturgleichheit) geplant. Das bedeutet, umso mehr Erlebnisse in ihren Ausprägungen denen des Alltags ähneln, desto wirkungsvoller können sie auf alltägliche Situationen übertragen werden. Metaphern sind Alltagssituationen umso ähnlicher, je mehr Strukturelemente übereinstimmen (Schödlbauer). Arbeit mit Metaphern lassen eine Situation in einem neuen Blickwinkel sehen und helfen dabei, aus vorurteilsgeprägten Einschätzungen herauszukommen. Botschaften, die in den gewählten Bildern stecken, können mit allen Sinnen erfahren werden und verhelfen so zu Erkenntnissen. Es wird auf angeleitete Reflexion verzichtet, stattdessen wird darauf gesetzt, dass die Alltagsthemen in dem Setting auftauchen und mit Hilfe der Isomorphie hochkommen. Dadurch wird ein Transfer ermöglicht, der unterstützend neue Erfahrungen in den Alltag übertragen hilft.